# Луис Алберто Спинета
Луис Алберто Спинета (на испански: Luis Alberto Spinetta), известен с прякора си „Ел Флако“ (на испански: El Flaco, „кльощавият“), е аржентински певец, китарист, композитор и поет. Той е един от най-влиятелните рок музиканти на Аржентина, като е смятан за един от основателите на аржентинския рок и за представител на испаноезичния рок.

## Биография и творчество
Луис Алберто Спинета е роден на 23 януари 1950 г. в жилищния квартал „Белграно“ на Буенос Айрес, Аржентина.
Той е основател на емблематични рок групи, включващи „Алмендра“, „Пескадо Рабиосо“, „Инвизибъл“, „Спинета Джейд“ и „Спинета и Лос Сосиос дел Дезиерто“.
Спинета се посвещава изцяло на собствената си музика. В текстовете му има влияния на множество писатели, поети и художници като Артюр Рембо, Винсент ван Гог, Карл Юнг, Зигмунд Фройд, Фридрих Ницше, Мишел Фуко, Жил Дельоз, Карлос Кастанеда и Антонен Арто, който дава името на албума „Арто“.
Луис Алберто Спинета умира от рак на белите дробове на 8 февруари 2012 г. в Буенос Айрес. Пепелта му, според последното му желание, е разпръсната във водите на Рио де ла Плата до парка в чест на хората, изчезнали по време на управлението на военната диктатура в Аржентина.

## Дискография

### Almendra
- Almendra (1969)
- Almendra II (1970)
- El Valle Interior (1980)
- Almendra en Obras I/II (1980, live)

### Pescado Rabioso
- Desatormentándonos (1972)
- Pescado II (1973)
- Artaud (1973)

### Invisible
- Estado de coma (1974, сингъл без албум)
- Invisible (1974)
- La llave del Mandala (1974, сингъл без албум)
- Viejos ratones del tiempo (1974, сингъл без албум)
- Durazno Sangrando (1975)
- El jardín de los presentes (1976)

### Spinetta Jade
- Alma de Diamante (1980)
- Los Niños Que Escriben En El Cielo (1981)
- Bajo Belgrano (1983)
- Madre en Años Luz (1984)

### Spinetta y los Socios del Desierto
- Socios del Desierto (1996)
- San Cristóforo (1998, live)
- Los Ojos (1999)

### Solo
- Spinettalandia y Sus Amigos – La Búsqueda de la Estrella (1971)
- Artaud (1973, edited as an album of Pescado Rabioso)
- A 18´ del Sol (1977)
- Only Love Can Sustain (1980) (Solo el Amor Puede Sostener)
- Kamikaze (1982)
- Mondo Di Cromo (1982)
- Privé (1986)
- La La La (1986, с Fito Páez)
- Téster de Violencia (1988)
- Don Lucero (1989)
- Exactas (1990, live)
- Pelusón Of Milk (1991)
- Fuego Gris (1993, soundtrack)
- Estrelicia (1997, MTV Unplugged)
- San Cristóforo: Un Sauna de Lava Eléctrico (1998, на живо)
- Elija y Gane (1999, greatest hits)
- Silver Sorgo (2001)
- Argentina Sorgo Films Presenta: Spinetta Obras (2002, на живо)
- Para los Árboles (2003)
- Camalotus (2004)
- Pan (2005)
- Un Mañana (2008)
- Spinetta y las Bandas Eternas (2010, на живо)
- Los Amigo (2015)

|  | Тази страница частично или изцяло представлява превод на страницата Luis Alberto Spinetta в Уикипедия на английски. Оригиналният текст, както и този превод, са защитени от Лиценза „Криейтив Комънс – Признание – Споделяне на споделеното“, а за съдържание, създадено преди юни 2009 година – от Лиценза за свободна документация на ГНУ. Прегледайте историята на редакциите на оригиналната страница, както и на преводната страница, за да видите списъка на съавторите. ВАЖНО: Този шаблон се отнася единствено до авторските права върху съдържанието на статията. Добавянето му не отменя изискването да се посочват конкретни източници на твърденията, които да бъдат благонадеждни. |